# (33240) 1998 HC3
1998 HC3 (asteroide 33240) é um asteroide da cintura principal. Possui uma excentricidade de 0.11837170 e uma inclinação de 14.24454º.
Este asteroide foi descoberto no dia 20 de abril de 1998 por Klet em Kleť.